# Nationalstraße 325 (China)
Die Nationalstraße 325 (chinesisch 325国道, Pinyin 325 Guódào, englisch China National Highway 325), chin. Abk. G325, ist eine 868 km lange Fernstraße im Süden Chinas, die in Ost-West-Richtung durch die Provinz Guangdong sowie im Autonomen Gebiet Guangxi verläuft. Sie beginnt in der Metropole Guangzhou (Kanton) und führt über Foshan, Heshan, Enping, Yangdong, Yangjiang, Yangxi, Dianbai, Wuchuan, Mazhang, Suixi und Qinzhou in die Gebietshauptstadt Nanning.